# Antoni Kiliński
Antoni Kiliński ps. Kot (ur. 20 października 1909 w Antonowie na Litwie, zm. 6 maja 1989 w Warszawie) – polski inżynier, cybernetyk, profesor Politechniki Warszawskiej, w latach 1969–1970 rektor Politechniki Warszawskiej.

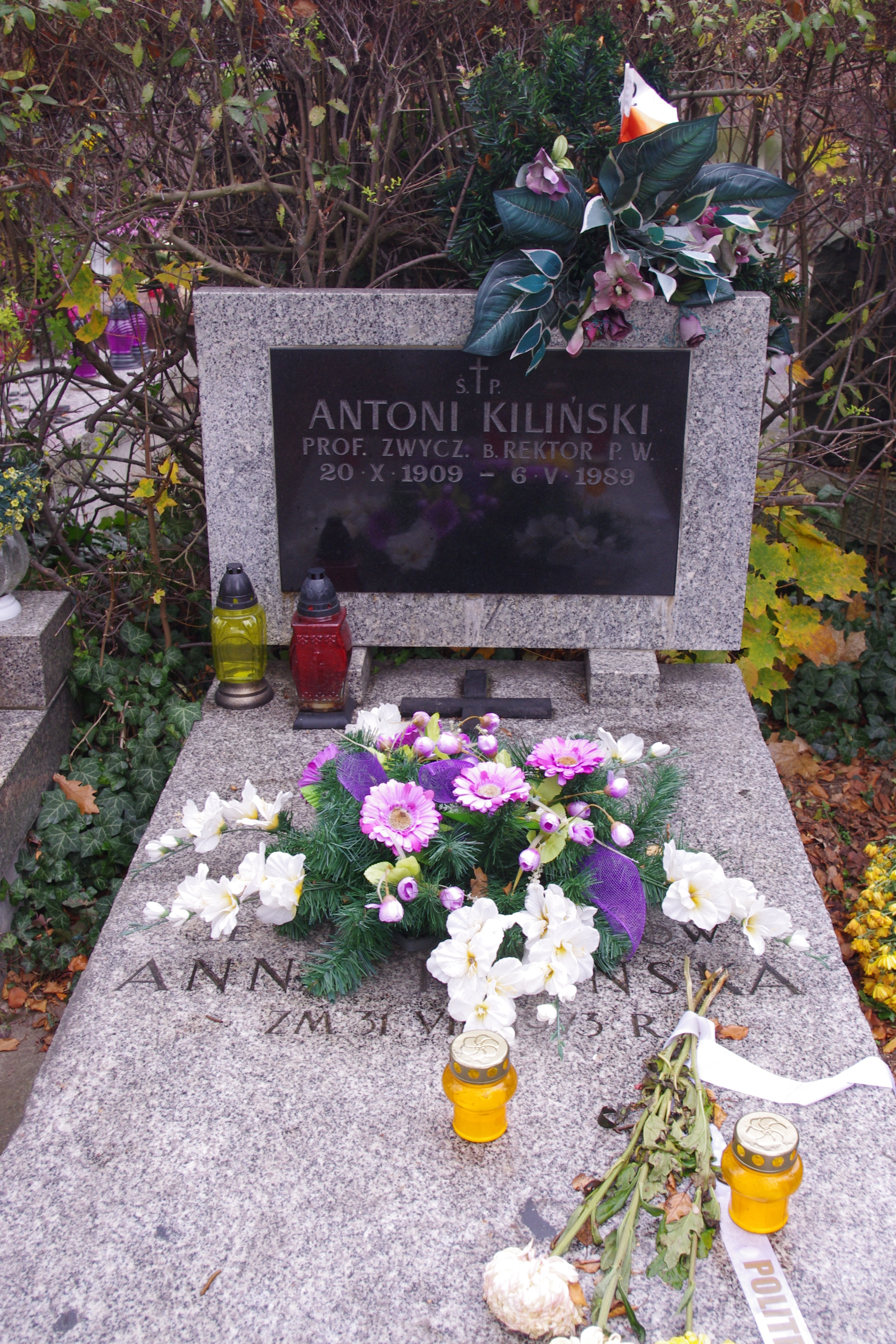
Grób prof. Antoniego Kilińskiego na Cmentarzu Wojskowym na Powązkach w Warszawie

## Życiorys

### Dokonania
W 1928 ukończył Gimnazjum im. Króla Zygmunta Augusta w Wilnie, rozpoczął studia na Wydziale Elektrycznym Politechniki Warszawskiej. Dyplom inżyniera uzyskał w 1935 roku.
W pracy zawodowej opracowywał samodzielnie lub w zespołach aparaty do rejestracji i reprodukcji dźwięku, które zostały wystawione na światowej wystawie w Nowym Jorku w 1939. 
W czasie okupacji zajmował się nauczaniem zawodowym oraz pracą w konspiracji w Armii Krajowej w Warszawie. Był w IV kompanii „Jur” w Bazie Lotniczej „Łużyce”. W trzecim dniu powstania warszawskiego kompania ta przyłączyła się do batalionu „Zaremba-Piorun” . Por. Antoni Kiliński ps. Kot był oficerem w samodzielnym plutonie łączności . Po upadku powstania, 4 października 1944 wyszedł z kompanią z Warszawy, po czym został wywieziony do oflagu II D Gross-Born na Pomorzu. Stamtąd od 25 stycznia 1945 jeńcy pieszo przeszli (ok. 600–700 km) do stalagu X B w Sandbostel (ok. 50 km na zachód od Hamburga). Po wyzwoleniu pozostał przez rok w Niemczech, będąc członkiem polskiej grupy rewindykacji wojennych. 
W 1948 został powołany do wojska w stopniu podpułkownika z zadaniem zorganizowania wojskowej uczelni technicznej w zakresie łączności i elektrotechniki. Był zastępcą komendanta organizowanej Wojskowej Akademii Technicznej (WAT), która rozpoczęła działalność 1 października 1951. Sześć tygodni później Informacja Wojskowa zaaresztowała rektora i komendanta WAT gen. bryg. inż. Floriana Grabczyńskiego z oskarżeniem o działalność szpiegowską. Płk Antoni Kiliński był wtedy prorektorem i zastępcą komendanta WAT. Jego i wielu innych z kadry oficerskiej przed prawdopodobnym aresztowaniem uchronił kolejny rektor Rosjanin gen. bryg. doc. dr Eugeniusz Leoszenia. 
Od 1951 Kiliński rozpoczął pracę na Wydziale Łączności Politechniki Warszawskiej jako kierownik Katedry Radiofonii. W latach 1953–1978 inicjował, nadzorował oraz wspierał organizacyjnie kolejne projekty i realizacje maszyn cyfrowych. W 1953 zorganizował Zakład Doświadczalny Budowy Maszyn Matematycznych, w którym budowano prototypy oraz produkowano sprzęt. Dzięki temu powstała pierwsza produkowana seryjnie w ELWRO maszyna UMC-1 i potem UMC-10 oraz UMC-20. Zaprojektowano i wyprodukowano serię maszyn ANOPS dla analiz medycznych EEG, ANOPS KARDIO dla analiz EKG i UMB dla badań biomedycznych. Wykonano również kolejne wersje maszyny GEO dla obliczeń geodezyjnych, WEGA do badania złóż i koncentrator danych dla przemysłu siarkowego. W sumie za jego kadencji opracowano 30 typów maszyn cyfrowych, wyprodukowano 100 maszyn cyfrowych oraz ponad 2000 sztuk różnego unikatowego sprzętu cyfrowego. Instytut i zakład dobrze się zasłużyły w rozwoju informatyki w Polsce.
W swojej pracy naukowej Kiliński skupiał się na problemach niezawodności elementów i sprzętu cyfrowego, tworząc nowy kierunek badawczy – polską szkołę niezawodności. Wiele uwagi poświęcał procesom realizacji produkcji sprzętu technologii elektronicznej, prowadzącej do lepszej niezawodności działania. Uzyskał tytuł docenta (1955), a następnie profesora nadzwyczajnego (1959) i profesora zwyczajnego (1965). Wypromował 23 doktorów z teorii  niezawodności oraz informatyki.

### Stanowiska i funkcje
- 1935–1937 radca techniczny Urzędu Patentowego w Warszawie
- 1936–1939 asystent prof. Mieczysława Pożaryskiego w Katedrze Elektrotechniki Teoretycznej Politechniki Warszawskiej,
- 1937–1939 kierownik Laboratorium Aparatów Elektroakustycznych Państwowego Instytutu Telekomunikacyjnego w Warszawie,
- 1940–1944 nauczyciel w szkole zawodowej przy fabryce aparatów elektrycznych K. Szpotańskiego i wykładowca w Państwowej Wyższej Szkole Technicznej w Warszawie,
- 1946 kierownik Centralnego Biura Konstrukcyjnego Zjednoczenia Przemysłu Radiotechnicznego w Dzierżoniowie,
- 1947 szef Koordynacji Technicznej Zjednoczenia Przemysłu Radiotechnicznego,
- 1948–1953 służba wojskowa od stopnia podpułkownika do pułkownika,
  - 1949–1951 wicedyrektor Państwowego Instytutu Telekomunikacyjnego,
  - 1950–1952 kierownik Katedry Elektrotechniki w Wojskowej Akademii Technicznej, zastępca Komendanta WAT.
- 1951–1978 pracownik Wydziału Łączności (od 1966 Elektroniki) Politechniki Warszawskiej:
  - 1951 kierownik Katedry Radiofonii, (a po przemianowaniu)
  - 1953 kierownik Katedry Konstrukcji Telekomunikacyjnych i Radiofonii (a po połączeniu z Katedrą Technologii Sprzętu Elektronicznego),
  - 1963 kierownik Katedry Maszyn Matematycznych, (a po reorganizacji)
- 1970 dyrektor Instytutu Maszyn Matematycznych, (a po przemianowaniu)
  - 1975–1978 dyrektor Instytutu Informatyki,
- 1951–1954 prodziekan Wydziału Łączności Politechniki Warszawskiej,
- 1956–1960 dziekan Wydziału Łączności Politechniki Warszawskiej,
- 1969–1970 rektor Politechniki Warszawskiej[6].

### Inna działalność
- W 1946 związał się ze Stronnictwem Demokratycznym, w lipcu 1947 przeszedł do Polskiej Partii Robotniczej, która w 1948 weszła w skład PZPR[1].
- W 1962 był założycielem i członkiem pierwszych władz Polskiego Towarzystwa Cybernetycznego.
- Był pasjonatem wędkarstwa.
- Był też koneserem malarstwa, kolekcjonował obrazy[1].

## Publikacje
Wybrane z ponad 100 publikacji:
- Przemysłowe procesy realizacji. Podstawy teorii. WNT, Warszawa 1976, ss. 288. Seria: Problemy i metody techniki.
- Jakość. WNT, Warszawa 1979, ss. 236. ISBN 83-204-0033-3
- Podstawy technologii sprzętu radiotechnicznego (Warszawa 1960)
- Encyklopedia elektrotechniki dla telekomunikacji (Warszawa 1951)
- Dielektryki radiotechniczne (Warszawa 1960)
- Definicje opisowo-analityczne i wartościująco-normatywne podstawowych pojęć teorii niezawodności („Prakseologia” 1971)[1]

## Nagrody i wyróżnienia
- 1955 Medal 10-lecia Polski Ludowej
- 1956 Złoty Krzyż Zasługi
- 1959 Krzyż Oficerski Orderu Odrodzenia Polski
- 1962 Order Sztandaru Pracy I klasy
- 1968 Nagroda Państwowa II stopnia[b][7].
- 1969 Brązowy i Srebrny (1971, 1972, 1975) Medal Zasługi dla Obronności Kraju
- 1969 Złota Odznaka SEP
- 1972 Odznaka Grunwaldzka
- 1973 Medal za Warszawę 1939–1945
- 1974 Medal Zwycięstwa i Wolności 1945
- 1974 Medal 30-lecia Polski Ludowej
- 1974 Odznaka „Zasłużony Nauczyciel PRL”
- 1975 Złota Odznaka „Za zasługi dla rozwoju przemysłu maszynowego”
- 1976 Złota Odznaka honorowa „Za Zasługi dla Warszawy”
- 1976 Złota Odznaka Honorowa Towarzystwa Przyjaźni Polsko-Radzieckiej
- 1976 Medal Komisji Edukacji Narodowej[1]
- Medal 40-lecia Polski Ludowej[8]
- 1986 Członek Honorowy Polskiego Towarzystwa Elektrotechniki  Teoretycznej  i  Stosowanej. (Leg. nr 27),
- 1996 Computer Pioneer Award – przyznana przez Computer IEEE Society: For pioneering work in the construction of the first commercial computers in Poland, and for the development of university curriculum in computer science[9].